# 無人駅 (岩佐美咲の曲)
「無人駅」（むじんえき）は、日本の女性アイドル、演歌歌手・岩佐美咲の楽曲。楽曲は秋元康により作詞、久地万里子により作曲されている。岩佐が所属している女性アイドルグループ・AKB48からのソロデビューシングルとして、2012年2月1日に徳間ジャパンコミュニケーションズから発売された。
AKB48として活動しながらのソロデビューは板野友美、前田敦子に次いで3人目である。岩佐は演歌歌手としてデビューしており、これはグループ初となる。
楽曲のシングルCDは初回盤、通常盤の2種類がリリースされた。初回盤にはDVDが付属している。CDの収録曲は初回盤と通常盤で異なっている。特典として、初回盤および通常盤の初回生産分には“『無人駅』の数だけプレゼント”キャンペーン応募券が封入されている。
CDのジャケット写真は、雪景色の無人駅に着物姿の岩佐美咲が佇むものであり、初回盤と通常盤で異なっている。
キャッチコピーは、「誰もいなくても、あなたなら信じられる。」。
楽曲のミュージック・ビデオは、秋田県北秋田市の秋田内陸縦貫鉄道秋田内陸線奥阿仁駅などで撮影された。ジャケット写真は、初回盤が合川駅、通常盤が奥阿仁駅のホームで撮影された。

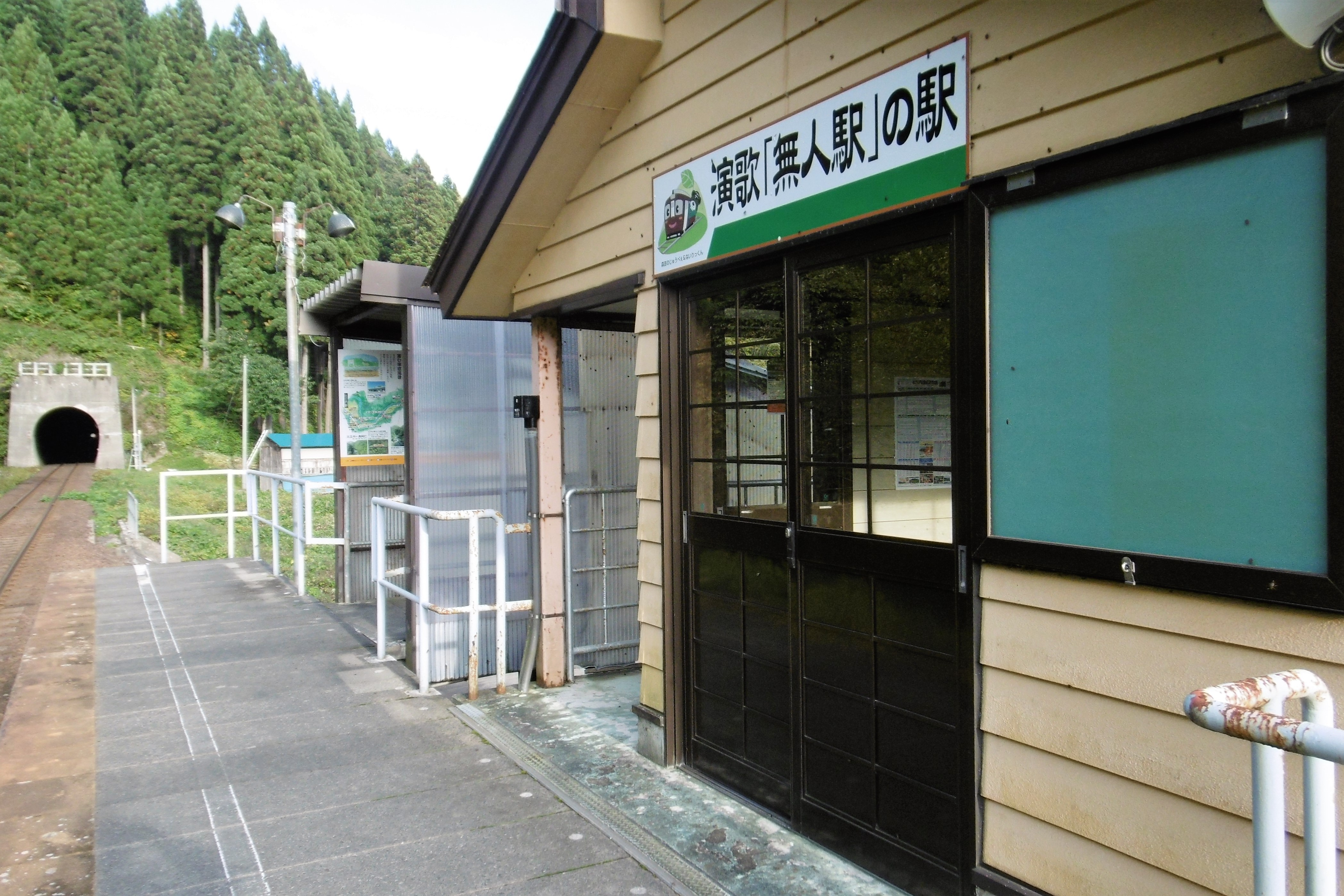
「無人駅」のジャケット写真及びミュージック・ビデオに登場する奥阿仁駅（秋田県北秋田市）

## シングル収録トラック

### 初回盤
| #  | タイトル                                               | 作詞     | 作曲       | 編曲           | 時間 |
| -- | ------------------------------------------------------ | -------- | ---------- | -------------- | ---- |
| 1. | 「無人駅」                                             | 秋元康   | 久地万里子 | 野中“まさ”雄一 | 3:26 |
| 2. | 「ヘビーローテーション〈演歌バージョン〉」             | 秋元康   | 山崎燿     | 野中“まさ”雄一 | 4:02 |
| 3. | 「翼をください」                                       | 山上路夫 | 村井邦彦   | 伊戸のりお     | 3:59 |
| 4. | 「瀬戸の花嫁」                                         | 山上路夫 | 平尾昌晃   | 伊戸のりお     | 3:37 |
| 5. | 「無人駅（カラオケ）」                                 |          |            |                |      |
| 6. | 「ヘビーローテーション〈演歌バージョン〉（カラオケ）」 |          |            |                |      |
| 7. | 「翼をください（カラオケ）」                           |          |            |                |      |
| 8. | 「瀬戸の花嫁（カラオケ）」                             |          |            |                |      |

| #  | タイトル                                        | 作詞 | 作曲・編曲 |
| -- | ----------------------------------------------- | ---- | ---------- |
| 1. | 「「無人駅」MUSIC VIDEO」                       |      |            |
| 2. | 「岩佐美咲 HISTORY MOVIE」                      |      |            |
| 3. | 「無人駅 MAKING VIDEO」                         |      |            |
| 4. | 「岩佐美咲CDデビューお祝いコメント from AKB48」 |      |            |

### 通常盤
| #  | タイトル                                   | 作詞     | 作曲       | 編曲           | 時間 |
| -- | ------------------------------------------ | -------- | ---------- | -------------- | ---- |
| 1. | 「無人駅」                                 | 秋元康   | 久地万里子 | 野中“まさ”雄一 |      |
| 2. | 「帰郷〈岩佐美咲バージョン〉」             | 秋元康   | 上杉洋史   | 梅堀淳         | 5:31 |
| 3. | 「瀬戸の花嫁」                             | 山上路夫 | 平尾昌晃   | 伊戸のりお     |      |
| 4. | 「無人駅（カラオケ）」                     |          |            |                |      |
| 5. | 「帰郷〈岩佐美咲バージョン〉（カラオケ）」 |          |            |                |      |
| 6. | 「瀬戸の花嫁（カラオケ）」                 |          |            |                |      |